# Saint-Laurent-des-Bois, Eure
 Saint-Laurent-des-Bois  là một xã của tỉnh Eure, thuộc vùng Normandie, miền bắc nước Pháp.